# Lew Rar
Lew Aleksandrowicz Rar (ros. Лев Александрович Рар, niem. Lew Rahr; ur. 30 września 1913 r. w Moskwie, zm. 8 listopada 1980 r. Kolonii) – rosyjski emigracyjny działacz polityczny, publicysta i wydawca, oficer Rosyjskiej Armii Wyzwoleńczej, a następnie szef oddziału administracyjno-gospodarczego Komitetu Wyzwolenia Narodów Rosji podczas II wojny światowej.
Jego rodzina w 1924 r. została wydalona z Rosji sowieckiej do Estonii, wkrótce zaś zamieszkała w Lipawie na Łotwie. Tam L. A. Rar ukończył gimnazjum. W latach 1929–1930 działał w Bractwie Rosyjskiej Prawdy. Następnie ukończył politechnikę w Rydze, po czym pracował jako inżynier w firmie prywatnej. Po zajęciu Łotwy przez Armię Czerwoną w poł. czerwca 1940 r., zbiegł łodzią do Niemiec. W 1942 r. powrócił do okupowanej Rygi, gdzie wstąpił do Narodowego Związku Pracujących (NTS). Uczestniczył w akcji pomocy dla dzieci pochodzących ze zniszczonych wsi i miasteczek na okupowanych terenach ZSRR. W 1944 r. przyjechał do Niemiec, po czym wstąpił do Rosyjskiej Armii Wyzwoleńczej (ROA). Jesienią 1944 r. stanął na czele oddziału administracyjno-gospodarczego Komitetu Wyzwolenia Narodów Rosji (KONR), gdzie współpracował z płk. Konstantinem G. Kromiadim. Współtworzył Manifest praski KONR, ogłoszony 14 listopada w Pradze.
Po zakończeniu wojny przebywał w obozach dla uchodźców w brytyjskiej strefie okupacyjnej Niemiec. Wraz z innymi działaczami NTS próbował przeciwdziałać deportacjom obywateli sowieckich do ZSRR. Od 1948 r. pracował w sekcji rosyjskiej Radia BBC. W Londynie stworzył miejscowy oddział NTS. Od 1952 r. wydawał gazetę „Россиянин”. W 1954 r. przeniósł się do Frankfurtu nad Menem. W 1955 r. został członkiem Biura Wykonawczego Rady NTS. W 1957 r. współorganizował obrady kongresu „За права и свободу России” w Hadze. W latach 1959–1961 mieszkał w Paryżu. Stanął na czele nowo utworzonego Zarządu Oddziału Zagranicznego NTS. W latach 1966–1967 zorganizował Fundusz Wolnej Rosji. Od 1971 do 1974 r. pełnił funkcję redaktora głównego pisma „Posiew” (Посев). Od 1976 r. kierował wydawnictwem „Посев” (Posev Verlag).